# Aeroportul Bundaberg
Aeroportul Bundaberg (IATA: BDB, ICAO: YBUD) este un aeroport din Queensland, Australia ce deservește zona Bundaberg. Aeroportul a fost tranzitat în 2022 de 103.062 de pasageri. A fost numit după zona deservită.
Situat la o altitudine de 33 m, aeroportul dispune de 2 piste. Este operat de Bundaberg Region⁠(d).

## Infrastructură

### Piste
Aeroportul dispune de 2 piste. Pista 14/32 are suprafața de asfalt și dimensiunile 2.000 m × 30 m. Pista 07/25 are suprafața de Iarbă și dimensiunile 1.128 m × 30 m. 